# Languédias
Languédias (bret. Langadiarn) – miejscowość i gmina we Francji, w regionie Bretania, w departamencie Côtes-d’Armor.
Według danych na rok 1990 gminę zamieszkiwały 464 osoby, a gęstość zaludnienia wynosiła 54 osoby/km² (wśród 1269 gmin Bretanii Languédias plasuje się na 848. miejscu pod względem liczby ludności, natomiast pod względem powierzchni na miejscu 884.).